# ظواهر النقل

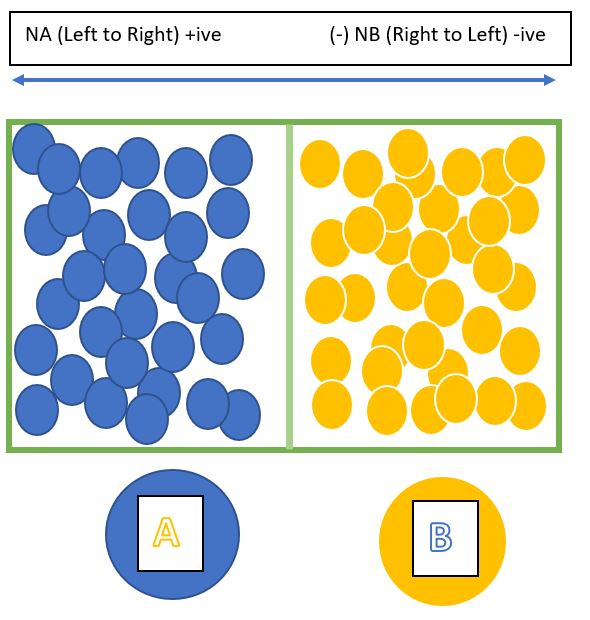
صورة توضح ظواهر النقل

في الهندسة والفيزياء والكيمياء، تتعلق دراسة ظواهر النقل بتبادل الكتلة والطاقة والشحنة والزخم والزخم الزاوي بين الأنظمة المرصودة والمدروسة. في حين أنه يُستمدُّ من مجالات متنوعة مثل ميكانيكا الاستمرارية والديناميكا الحرارية، فإنه يركز بشدة على القواسم المشتركة بين الموضوعات التي يتمُّ تناولها. تشترك الكتلة، والزخم، ونقل الحرارة جميعها في إطار رياضي متشابه للغاية، ويتم استغلال أوجه التشابه بينهما في دراسة ظواهر النقل لرسم روابط رياضية عميقة توفر غالبًا أدوات مفيدة للغاية في تحليل مجال واحد مشتق مباشرة من الاخرون.
غالبًا ما يستند التحليل الأساسي في جميع الحقول الفرعية الثلاثة لنقل الكتلة والحرارة والزخم إلى مبدأ بسيط مفاده أن المجموع الكلي للكميات التي تتم دراستها يجب أن يتم حفظه بواسطة النظام وبيئته. وبالتالي، يتم النظر في الظواهر المختلفة التي تؤدي إلى النقل على حدة مع العلم أن مجموع مساهماتها يجب أن يساوي الصفر. هذا المبدأ مفيد لحساب العديد من الكميات ذات الصلة. على سبيل المثال، في ميكانيكا الموائع، يتمثل الاستخدام الشائع لتحليل النقل في تحديد ملف تعريف سرعة مائع يتدفق عبر حجم صلب.
ظاهرة النقل منتشرة في كل مكان في جميع التخصصات الهندسية. تظهر بعض الأمثلة الأكثر شيوعًا لتحليل النقل في الهندسة في مجالات العمليات، والكيميائية، والبيولوجية، والهندسة الميكانيكية، ولكن الموضوع هو مكون أساسي في المنهج الدراسي في جميع التخصصات المشاركة بأي شكل من الأشكال مع ميكانيكا الموائع ونقل الحرارة ونقل الكتلة. يُعتبر هذا المفهوم الآن جزءًا من الانضباط الهندسي بقدر ما هو الديناميكا الحرارية والميكانيكا والكهرومغناطيسية.
تشمل ظواهر النقل جميع عوامل التغيير المادي في الكون. علاوة على ذلك، فهي تعتبر لبنات البناء الأساسية التي طورت الكون والمسؤولة عن نجاح كل أشكال الحياة على الأرض. ومع ذلك، فإن النطاق هنا يقتصر على علاقة ظواهر النقل بالأنظمة المصطنعة.

## ملخص
في الفيزياء، تعتبر ظواهر النقل جميعًا عمليات لا رجعة فيها ذات طبيعة إحصائية تنبع من الحركة العشوائية المستمرة للجزيئات، والتي يتم ملاحظتها في الغالب في السوائل. يرتكز كل جانب من جوانب ظاهرة النقل على مفهومين أساسيين: قوانين الحفظ، والمعادلات التأسيسية. تصف قوانين الحفظ، التي تمت صياغتها في سياق ظواهر النقل كمعادلات الاستمرارية، كيفية الحفاظ على الكمية التي تتم دراستها. تصف المعادلات التأسيسية كيف تستجيب الكمية المعنية للمنبهات المختلفة عبر النقل. تشمل الأمثلة البارزة قانون فورييه للتوصيل الحراري ومعادلات نافييه-ستوكس، التي تصف، على التوالي، استجابة تدفق الحرارة لتدرجات درجة الحرارة والعلاقة بين تدفق المائع والقوى المطبقة على المائع. توضح هذه المعادلات أيضًا العلاقة العميقة بين ظواهر النقل والديناميكا الحرارية، وهي صلة تفسر سبب عدم إمكانية عكس ظواهر النقل. تشتمل كل هذه الظواهر الفيزيائية تقريبًا في النهاية على أنظمة تسعى إلى أدنى حالة طاقة لها تمشيا مع مبدأ الحد الأدنى من الطاقة. عندما يقتربون من هذه الحالة، فإنهم يميلون إلى تحقيق توازن ديناميكي حراري حقيقي، وعند هذه النقطة لم تعد هناك أي قوى دافعة في النظام ويتوقف النقل. ترتبط الجوانب المختلفة لهذا التوازن ارتباطًا مباشرًا بنقل معين: نقل الحرارة هو محاولة النظام لتحقيق التوازن الحراري مع بيئته، تمامًا كما يحرك نقل الكتلة والزخم النظام نحو التوازن الكيميائي والميكانيكي.
تتضمن أمثلة عمليات النقل التوصيل الحراري (نقل الطاقة) وتدفق السوائل (نقل الزخم) والانتشار الجزيئي (نقل الكتلة) والإشعاع ونقل الشحنة الكهربائية في أشباه الموصلات.
ظواهر النقل لها تطبيقات واسعة. على سبيل المثال، في فيزياء الجوامد (تُعرف أيضًا باسمِ فيزياء الحالة الصلبة) تتمُّ دراسة حركة وتفاعل الإلكترونات والثقوب والفونونات تحت «ظواهر النقل». مثال آخر في الهندسة الطبية الحيوية، حيث بعض ظواهر النقل ذات الأهمية هي التنظيم الحراري، والتروية، والموائع الدقيقة. في الهندسة الكيميائية، تدرس ظواهر النقل في تصميم المفاعل، وتحليل آليات النقل الجزيئية أو المنتشرة، وعلم المعادن.
يمكن أن يتأثر نقل الكتلة والطاقة والزخم بوجود مصادر خارجية:
- تتبدد الرائحة بشكل أبطأ (وقد تشتدُّ) عندما يظلُّ مصدر الرائحة موجودًا.[23]
- يعتمد معدل تبريد مادة صلبة موصلة للحرارة على ما إذا كان مصدر الحرارة مطبقًا أم لا.[24]
- تعمل قوة الجاذبية المؤثرة على قطرة المطر على مقاومة المقاومة أو السحب الذي يمنحه الهواء المحيط.[25]

## القواسم المشتركة بين الظواهر
هو مبدأٌ مهمِ في دراسة ظواهر النقل هو القياس بين الظواهر.

### تعريف
هناك بعض أوجه التشابه الملحوظة في المعادلات الخاصة بالزخم والطاقة ونقل الكتلة، والتي يمكن نقلها جميعًا عن طريق الانتشار، كما هو موضح في الأمثلة التالية:
- الكتلة: يعتبر انتشار وتبديد الروائح في الهواء مثالاً على الانتشار الجماعي.
- الطاقة: يعتبر توصيل الحرارة في مادة صلبة مثالاً على انتشار الحرارة.
- الزخم: السحب الذي تتعرض له قطرة المطر أثناء سقوطها في الغلاف الجوي هو مثال على انتشار الزخم (تفقد قطرة المطر زخمها في الهواء المحيط من خلال الضغوط اللزجة وتتباطأ).

معادلات النقل الجزيئي لقانون نيوتن لزخم السوائل وقانون فورييه للحرارة وقانون فيك للكتلة متشابهة جدًا. يمكن للمرء التحويل من معامل نقل إلى آخر لمقارنة ظواهر النقل الثلاث المختلفة.
تم تكريس قدر كبير من الجهد في الأدبيات لتطوير المقارنات بين عمليات النقل الثلاث لنقل مضطرب وذلك للسماح بالتنبؤ بواحد من أي من العمليات الأخرى. يّفترض تشبيه رينولدز أن الفروق المضطربة كلها متساوية وأن الانتشار الجزيئي للزخم (μ / ρ) والكتلة (D AB ) لا يكاد يذكر مقارنة بالانتشار المضطرب. عند وجود السوائل و/أو وجود السحب، فإن القياس غير صحيح. عادة ما تؤدي المقارنات الأخرى، مثل نظريتي فون كارمان وبراندتل، إلى ضعف العلاقات.
التشبيه الأكثر نجاحًا والأكثر استخدامًا هو تشيلتون وكولبورن والذي يُعرف بتشابه عامل. يعتمد هذا القياس على البيانات التجريبية للغازات والسوائل في كل من الأنظمة الصفائحية والمضطربة. على الرغم من أنه يعتمد على البيانات التجريبية، إلا أنه يمكن إثبات أنه يلبي الحل الدقيق المشتق من التدفق الصفحي فوق لوح مسطح. يتم استخدام كل هذه المعلومات للتنبؤ بنقل الكتلة.

### العلاقات المتبادلة
في أنظمة الموائع الموصوفة من حيث درجة الحرارة، وكثافة المادة، والضغط، من المعروف أن الاختلافات في درجات الحرارة تؤدي إلى تدفق الحرارة من الجزء الأكثر دفئًا إلى الأجزاء الأكثر برودة في النظام وبالمثل تؤدي اختلافات الضغط إلى تدفق المادة من مناطق الضغط العالي إلى مناطق الضغط المنخفض («علاقة متبادلة»). الأمر اللافت للنظر هو ملاحظة أنه عندما يتغير كل من الضغط ودرجة الحرارة، يمكن أن تؤدي الاختلافات في درجات الحرارة عند الضغط المستمر إلى تدفق المادة (كما في الحمل الحراري) ويمكن أن تؤدي اختلافات الضغط عند درجة حرارة ثابتة إلى تدفق الحرارة. ربما يكون من المدهش أن يكون التدفق الحراري لكل وحدة فرق الضغط وتدفق الكثافة (المادة) لكل وحدة من فرق درجة الحرارة متساويين.
وقد تبين أن هذه المساواة ضرورية من قبل لارس أونساجر باستخدام الميكانيكا الإحصائية كنتيجة لعكس الوقت للديناميات المجهرية. النظرية التي طورها أونساجر هي أكثر عمومية من هذا المثال وقادرة على معالجة أكثر من قوتين حراريتين في وقت واحد.

## نقل الزخم
في نقل الزخم، يتمُّ التعامل مع السائل كتوزيع مستمر للمادة. يمكن تقسيم دراسة نقل الزخم أو ميكانيكا الموائع إلى فرعين: إستاتيكية السوائل (السوائل في حالة الراحة)، وديناميكيات الموائع (السوائل المتحركة). عندما يتدفق مائع في الاتجاه x الموازي لسطح صلب، يكون للسائل زخم موجه x، وتركيزه υ x ρ. عن طريق الانتشار العشوائي للجزيئات، يتم تبادل الجزيئات في اتجاه z. ومن ثم تم نقل الزخم الموجه بـ x في الاتجاه z من الطبقة الأسرع إلى الطبقة البطيئة الحركة. معادلة نقل الزخم هي قانون اللزوجة لنيوتن المكتوب على النحو التالي:
{\displaystyle \tau _{zx}=-\nu {\frac {\partial \rho \upsilon _{x}}{\partial z}}}
حيث τ ZX هو تدفق الزخم الموجه x في الاتجاه، ν غير μ / ρ، انتشارية الزخم، z هي المسافة من نقل أو نشر، ρ هي الكثافة، وμ هي اللزوجة الديناميكية. قانون اللزوجة لنيوتن هو أبسط علاقة بين تدفق الزخم وتدرج السرعة.

## نقل الكتلة
عندما يحتوي النظام على مكونين أو أكثر يختلف تركيزهما من نقطة إلى أخرى، فهناك ميل طبيعي لنقل الكتلة، مما يقلل من أي فرق تركيز داخل النظام. يخضع نقل الكتلة في نظام ما لقانون قانوني فيك للانتشار: يتناسبُ تدفق الانتشار من تركيز أعلى إلى تركيز أقل مع تدرج تركيز المادة وانتشار المادة في الوسط". يمكن أن يحدث النقل الجماعي بسبب قوى دافعة مختلفة. ومنهم:
- يمكن نقل الكتلة بفعل تدرج الضغط (نشر الضغط)
- يحدث الانتشار القسري بسبب عمل بعض القوة الخارجية
- يمكن أن يحدث الانتشار بسبب تدرجات درجة الحرارة (الانتشار الحراري)
- يمكن أن يحدث الانتشار بسبب الاختلافات في الإمكانات الكيميائية

يمكن مقارنة هذا بقانون فيك للانتشار، للأنواع أ في خليط ثنائي يتكون من أ وب:
{\displaystyle J_{Ay}=-D_{AB}{\frac {\partial Ca}{\partial y}}}
حيث D هو ثابت الانتشار.

## نقل الطاقة
جميع العمليات في الهندسة تنطوي على نقل الطاقة. بعض الأمثلة هي تسخين وتبريد تدفقات العملية وتغييرات الطور والتقطير وما إلى ذلك. المبدأ الأساسي هو القانون الأول للديناميكا الحرارية والذي يتم التعبير عنه على النحو التالي لنظام ثابت:
{\displaystyle q=-k{\frac {dT}{dx}}}
صافي تدفق الطاقة من خلال نظام يساوي الموصلية مرات معدل تغير درجة الحرارة فيما يتعلق بالموضع.
بالنسبة للأنظمة الأخرى التي تتضمن إما تدفقًا مضطربًا أو هندسة معقدة أو شروطًا حدودية صعبة، سيكون من الأسهل استخدام معادلة أخرى:
{\displaystyle Q=h\cdot A\cdot {\Delta T}}
حيث A هي مساحة السطح، : {\displaystyle {\Delta T}} هي القوة الدافعة لدرجة الحرارة، Q هو التدفق الحراري لكل وحدة زمنية، و h هو معامل نقل الحرارة.
أثناء نقل الحرارة، يمكن أن يحدث نوعان من الحمل الحراري:
- يمكن أن يحدث الحمل الجبري في كل من التدفق الصفحي والاضطراب. في حالة التدفق الصفحي في الأنابيب الدائرية، يتم استخدام عدة أرقام بدون أبعاد مثل رقم نسلت ورقم رينولدز ورقم برانتل. المعادلة شائعة الاستخدام هي {\displaystyle Nu_{a}={\frac {h_{a}D}{k}}}.[48]
- الحمل الحراري الطبيعي أو الحُر هو دالة لأرقام جراشوف وبرانتل. تجعل تعقيدات نقل الحرارة بالحمل الحر من الضروري استخدام العلاقات التجريبية من البيانات التجريبية بشكل أساسي.[44]

## التطبيقات

### التلوث
تعتبر دراسة عمليات النقل ذات صلة بفهم إطلاق وتوزيع الملوثات في البيئة. على وجه الخصوص، يمكن للنمذجة الدقيقة أن تفيد في استراتيجيات التخفيف. تشمل الأمثلة التحكم في تلوث المياه السطحية من الجريان السطحي في المناطق الحضرية، والسياسات التي تهدف إلى تقليل محتوى النحاس في تيل فرامل السيارات في الولايات المتحدة.